# سیارک ۱۴۵۵۰
سیارک ۱۴۵۵۰ (به انگلیسی: 14550 Lehky، نامگذاری:1997UU7) چهارده هزار و پانصد و پنجاهمین سیارک کشف شده‌است که در ۲۷ اکتبر ۱۹۹۷ کشف شد.
قدر مطلق سیارک برابر ۱۹.۵ است.